# Anette Støvelbæk
Anette Støvelbæk, född 27 juli 1967 på Amager i Köpenhamn, är en dansk skådespelerska. Hon är gift med skådespelaren Lars Mikkelsen, bror till skådespelaren Mads Mikkelsen. De har två barn.

## Filmografi (urval)

### Film
- Italienska för nybörjare (2000)[4]
- Hämnden (2010)
- Lærkevej - Til døden os skiller (2012)
- Itsi Bitsi (2014)

### TV-serier
- Försvarsadvokaterna (2003–2004)
- Krönikan (2004–2007)
- Badhotellet (2013–2022)
- Tinkas juläventyr (2017)
- Sjuksystrarna på Fredenslund (2018–2020)